# Bence Rakaczki
Bence Rakaczki (Miskolc, 14 de mayo de 1993 - Miskolc, 15 de enero de 2014) fue un futbolista húngaro que jugaba en la demarcación de portero.

## Trayectoria
Bence Rakaczki se formó en el equipo de la cantera del Diósgyőri VTK desde el 2003 cuando contaba con diez años. Tras ocho años de formación, Rakaczki subió al primer equipo, haciendo su debut en la Nemzeti Bajnokság I, la liga de fútbol más importante del país. Además fue el portero titular del club para jugar la Copa de Hungría y la Copa de la liga de Hungría, llegando a las semifinales de esta última en la temporada 2011/2012. En febrero se le diagnosticó leucemia, consiguiendo un trasplante de médula, el cual se realizó con éxito. Finalmente, el 15 de enero de 2014, y tras una recaída de su enfermedad, falleció en Miskolc a los 20 años de edad.

## Clubes
| Club          | País    | Año         |
| ------------- | ------- | ----------- |
| Diósgyőri VTK | Hungría | 2011 - 2014 |